# 삼국시대의 음악
삼국시대의 음악에 대해 설명한다.
고구려, 백제, 신라의 삼국은 각각 특색 있는 음악 문화를 발전시킬뻔했다

## 고구려의 음악
초기에는 거문고와 같은 향토악기(鄕土樂器)가 있었고 가무(歌舞)에 완함(阮咸－月琴)이 쓰였으며 소(簫) 및 고와 같은 악기로 편성된 고취(鼓吹)음악이 있었을 것으로 보인다. 중기 이후에는 서역악기의 일부가 들어온 것 같으며 <일본후기(日本後記)>에는 거문고·횡적(橫笛)·막목(莫目, 管樂器) 같은 악기가 쓰였다고 기록되었다. 6세기 중엽 이후부터 고구려 음악에는 서역음악인 구자악(龜玆樂)이 들어와 고구려에 많은 악기가 쓰인 시기이다. 공후·비파(琵琶)·오현(五絃)·생(笙)·소·피리·요고(腰鼓) 등 많은 악기를 사용하여 당시 백제와 신라의 음악에 비해 매우 발전하였다.

### 거문고
<삼국사기(三國史記)> 에 의하면 고구려의 왕산악이 거문고 또는 현금(玄琴)을 만들었는데, 그 악기는 진인(晋人, 아마 서진(西晉)이 아니고 동진(317-420년)의 사람)이 고구려에 보내온 중국의 금(琴)을 개조한 것으로 보인다. 현행 거문고와 같은 악기가 통구(通溝)에 있는 고구려의 무용총의 벽화에 그려져 있는데, 다만 6현 대신 4현을 가진 점에서 현행 거문고와 다를 뿐이다. 이 고구려 고분에 그려져 있는 악기가 거문고의 원형이고, 현행 거문고는 그 변형으로 보인다.

### 일본후기에 나타난 악기
<일본후기>에 의하면 고구려음악은악사(樂師)가 4인인데, 횡적(橫笛)·군후·막목(莫目, 일종의 관악기)과 무등사(無等師)였다. 즉 고구려의 연향악(宴享樂)은 횡적·거문고·막목(莫目)과같은 악기에 맞추어 노래하고, 그에 따라 춤을 추는 것이었다. <일본후기>에 의하면 백제악(百濟樂)도 고구려악과 같이 횡적·군후·막목으로 춤을 반주하였다. 백제가 고구려의 거문고를 차용한 것이 주목된다. 

### 서역악기의 전래
불교가 고구려에는 372년에 북부 중국에서, 그리고 백제에는 그보다 늦게 384년에 남부 중국에서 들어온 것처럼, 외국 악기도 고구려와 백제에 중국 남북조(南北朝) 말기에 각각 달리 들어온 것 같다. 즉 수서(隋書, 622년 찬)의 <동이전>에 의하면 고구려악은 5현금·쟁·피리·횡취(橫吹)·소·고를 썼고, 백제악은 고(鼓)·각(角)·공후·쟁(箏)·우·지·적(笛)을 사용하였다. 그런데 고구려악에 채용된 오현금과 피리는 서역계의 악기로서 중국의 북조에서 사용되였던 것이며, 백제악에 채용된 공후와 지, 특히 지는 남조의 청악(淸樂)에서만 사용되었던 것이다. 이같이 고구려는 북방 중국에서, 백제는 남방 중국에서 각각 악기를 수입하여 양국음악은 달랐다. 특히 고구려악은 북부 중국에서 새로운 세력을 가진 서역 악기를 수입 채용함으로써 풍부해져서 수(隋)의 궁중에서 7부기(七部伎), 그 후 9부기에 열(列)하였고, 계속하여 당(唐)의 궁중에서도 10부기(十部伎) 속에 들었다.

## 백제의 음악
백제 음악의 자료는 고구려에서 보이는 고분의 고구려악벽화(高句麗樂壁畵) 같은 것이 없고 기록이 영세(零細)하다. 고이왕 원년(238년)에 제천지(祭天地) 용고취(用鼓吹)라 하여 고취악(鼓吹樂)이 쓰였다는 기록이 있으나 그것이 대방(帶方)에서 사용된 중국계 고취인지는 알 길이 없다. <일본후기>에 의하면 백제음악도 고구려와 같이 횡적·군후·막목으로 춤을 반주하였다. 백제음악이 고구려의 거문고를 차용한 것이 주목되는데 이 점은 백제음악이 고구려와 같고 신라와 다른 것을 알 수 있다. 백제음악은 5-6세기에 중국 남송(南宋)과 북위(北魏)에 소개되었고 또 <일본서기>에 의하면 백제악사(百濟樂師)들이 교대로 일본에 건너가서 음악을 전습(傳習)시켰는데 문헌에 보이는 악인(樂人) 시덕(施德) 삼근(三斤), 계덕(季德) 기마차(己麻次), 진노(進奴), 대덕(對德) 진시 등 4인은 횡적·군후·막목·무(舞)를 했던 것으로 보인다. 후기의 백제에는 남조(南朝)음악의 영향이 보인다. 중국 문헌 수서의 <동이전(東夷傳)>에 고(鼓)·각(角)·공후·쟁(箏)·우·지·적(笛)과 같은 악기를 쓴 기록이 보인다. 이 악기들을 수의 구부기(九部伎)와 비교하면 강남(江南)의 청악(淸樂－淸商伎)에서 쓰이는 악기편성(樂器編成)과 비슷하다. 백제 사람 미마지(味摩之)는 중국 남부 오에서 기악을 배워 일본에 전했다. 

### 남조음악의 전래
수서의 <동이전>에 기록된 백제악기는 고(鼓)·각(角)·공후·쟁(箏)·우·지·적(笛)인데 공후·지를 쓴 점에서 수(隋)의 9부기에 나타난 청상기, 즉 청악의 악기와 비슷하다. 고구려음악이 서량악(西凉樂), 즉 북조(北朝)의 음악을 받아들인 것과 백제음악이 청악(淸樂), 즉 남조(南朝)의 음악을 받아들인 것은 대조가 된다. 백제기(百濟伎)의 무인(舞人)은 남부 중국의 피리(皮履－단화)를 신고 고려기(高麗伎)의 무인은 북부 중국의 오피화(烏皮靴－장화)를 신은 점도 이것을 뒷받침해 주고 있다.

## 통일 전 신라의 음악
우륵이 가야금을 신라에 가져오기 전 내해왕(奈解王, 196-229) 때 물계자(勿稽子)가 '고'를 쳤고 자비왕(慈悲王, 458-479) 때 백결선생(百結先生)이 '고'로 방아소리를 내었다는 기록이 있는 만큼 신라음악은 일찍부터 '고'(가야금)가 대표적인 악기이다. <삼국사기>에 신라음악은 '고(琴)'와 춤(舞)과 노래(歌)로 편성되었다 하였고 <일본후기>에도 신라음악에는 '고'와 춤만이 보이는 것으로 봐서 신라음악은 관악기와 타악기가 보이지 않고 오직 현악기 한 가지에 맞추어서 춤추고 노래하는데, 이 점은 횡적(橫笛)·거문고·막목(莫目)으로 편성된 고구려 및 백제음악과는 다르게 단순한 편성으로 되었다. 이것은 마치 고구려와 백제의 고분(古墳)의 구조가 같은데 신라의 그것만이 양자와 판이하게 다른 것과 상통한다. 진흥왕(眞興王, 540-576) 때는 우륵이 가야국으로부터 '가얏고'를 가지고 와서 신라에 퍼뜨렸는데 이 뒤부터 신라의 '고'는 가야국의 '고' 즉 '가얏고'로 대치된 것 같다. 우륵은 대내마(大奈麻)인 주지(注知·法知)·계고(階古)·대사(大舍)인 만덕(萬德)에게 음악을 가르쳤고, 가야국에서 만든 하가라도(下加羅都)·상가라도(上加羅都) 등 12곡을 전수했다. 세 사람은 이 12곡이 아정(雅正)치 못하다 하여 5곡으로 줄이고 바로잡아 신라의 궁중음악인 대악(大樂)으로 삼았다. 우륵의 12곡은 일부가 잡희(雜戱)이고 나머지는 각군(各郡)의 음악으로 산신제(山神祭)와 같은, 군(郡)마다 베풀어지는 의식음악(儀式音樂)으로 보인다. 이러한 군악(郡樂)은 <삼국사기> 악지에 보이는 신라의 음악 20여곡 속에도 보이고 있다. 신라의 종교의식 음악의 하나인 팔관회(八關會)는 고려를 거쳐 이조에까지 영향을 미쳤다. 

### 가야금
가야국의 가실왕(嘉實王)은 중국의 쟁(箏)을 본으로 삼아 새로 가야금을 만들고, 악인(樂人) 우륵에게 그 새 악기를 위하여 12곡을 지으라고 명령하였다. 그 후 가야국이 어지러워지자, 우륵은 가야금을 가지고 이웃나라 신라에 가서 그 악기를 신라에 보급시켰다. 가야금이 생긴 연대는 가야국의 우륵이 신라의 진흥왕(眞興王)을 맞았던 551년 이전이 되어야 할 것임은 물론이다. 고대의 12현의 가야금이 오늘날의 가야금과 같았다는 것은 경주 출토의 토우(土偶)가 들고 서 있는 가야금 모양과 일본 나라(奈良)에 있는 정창원(正倉院) 소장의 신라금(新羅琴)이란 것(가야금을 말함)의 형상에 의하여 넉넉히 짐작할 수 있다. <삼국사기>에 의하면 신라악(新羅樂)은 관악기와 타악기도 없이, 이 가야금 한 가지 현악기에 맞추어서 춤추며 노래하는 것이었다. 신문왕(神文王)·애장왕(哀莊王)에 이르기까지 사내무(思內舞)는 그런 모양으로 가야금 한 가지만 사용하였다. <일본후기>에 의하면 역시 신라악도 금(琴：신라금)과 무(舞)뿐이었다.